# Knud Thott
Knud Thott (født 21. december 1639 på Næs i Skåne, Danmark, død 18. april 1702 i København) var en dansk gehejmeråd, søn af Otte Thott til Næs (død 1656).
Thott blev, da hans moder, Jytte Gyldenstjerne, døde 1640, opdraget hos sin farfader, Tage Thott, indtil han 1654 blev sendt til Sorø Skole. Der fra gik han over til Akademiet, som krigen med svenskerne snart nødte ham til at forlade, og for at fortsætte sine afbrudte studier begav han sig 1658 udenlands med den senere københavnske borgmester Jørgen Fogh til hovmester. Rejsen gik til Tyskland med et ophold på over 2 år i Heidelberg, hvorfra han efter fredsslutningen vendte tilbage 1661.
Efter et kort ophold i hjemmet, som han benyttede til at aflægge ed til den svenske konge samt til at forlove sig med Sophie Brahe (f. 20. november 1648), datter af Steen Brahe til Knudstrup, rejste han samme år med sin gamle hovmester til Nederlandene (Leiden), England, Frankrig – med et ophold i Paris på 1½ år –, Schweiz, Tyskland og endelig over Nederlandene hjem til København (september 1664). Som ejer af sin fædrenegård Næs og af Barsebæk var han, ligesom hans brødre, så fast knyttet til Skåne, at man ikke kan undres over, at han 1664 lod sig introducere på det svenske Ridderhus, skønt hans sympatier utvivlsomt lå på den anden side af sundet. Året efter, 8. oktober, holdt han i Odense bryllup med Sophie Brahe, der, efter at have født ham flere døtre, bortkaldtes 3. april 1671; med hende fik han Knudstrup.
Da krigen mellem Danmark og Sverige udbrød 1676, så besøgte han den danske konge sammen med sin halvsøster Jyttes mand Jørgen Krabbe. De to gik ind med kongen gennem Landskronas byporte, da byen blev erobret af danskerne den sommer. Da den danske krigslykke vendte, rejste Thott over til Sjælland og derefter videre til Fyn. Jørgen Krabbe blev i januar 1678 fradømt ære, liv og gods og henrettet i Malmö. Brødrene Holger og Tage Thott flygtede derefter til Danmark efter eget ønske under meget dramatiske omstændigheder. I maj samme år blev Knud Thott og hans to brødre også henrettet i deres fravær (in effigie) i Malmö. Christian V udnævnte ham 1678 til amtmand i Landskrone, en stilling, der af sig selv faldt bort ved fredsslutningen, efter hvilken han dog fik sine skånske godser tilbage, om end i ødelagt tilstand. Næs og Barsebæk skilte han sig af med; det første mageskiftede han 1681 med Gavnø, det andet solgte han; Knudstrup afhændede først hans arvinger 1704. I nogle år ejede han Saltø.
At en mand med hans sociale stilling og fortrinlige uddannelse snart blev anvendt i statstjenesten, er naturligt. 1680 udnævntes han både til kommerceråd og etatsråd og var samme år medlem af den kommission, der skulde revidere deres regnskaber, der i Frederik III's tid havde fået udlæg i krongods. 1682 fik han gehejmeråds titel, og 1683 blev han deputeret i Generalkommissariatet for Land- og Søetaten; 1684 fik han det hvide bånd; 1699 blev han præses i Krigskommissariatet, 1700 deputeret for Finanserne og medlem af Gehejmekonseillet, samme år medlem af regeringen i kongens fraværelse, 1701 1. deputeret for Finanserne.
Desuden var han 1690-1701 jævnligt medlem af kommissionerne i slottets rådstue og anvendtes desuden af og til i andre vigtige kommissioner. Efter længere tids sygdom døde han i København 18. april 1702. I Worms ligtale over Thott roses han for sin pligtfølelse og utrættelige arbejdsomhed, ligesom det gentagne gange fremhæves, hvilken afsky han, i modsætning til mange af hans samtidige, havde for alt, hvad der hed skænk og gave i embedsforhold. Som jorddrot var han særdeles virksom, og Gavnø forøgede og forbedrede han på mange måder.
Efter sin 1. hustrus død ægtede han 2. juni 1682 Birgitte Skeel, grevinde Parsberg, og efter hendes død 1699 giftede han sig 14. oktober 1701 med Ursula Marie friherreinde Putbus (Podebusk) til Hagested (1668 – i Stralsund 1734 som enke efter gehejmeråd Anselm rigsgreve Promnitz), datter af friherre Moritz Podebusk til Einsiedelsborg.